# Chitrakonda
Chitrakonda är en ort i Indien.   Den ligger i distriktet Malkangiri och delstaten Odisha, i den centrala delen av landet, 1 300 km söder om huvudstaden New Delhi. Chitrakonda ligger 414 meter över havet och antalet invånare är 7 260.
Terrängen runt Chitrakonda är kuperad åt nordost, men åt sydväst är den platt. Runt Chitrakonda är det ganska tätbefolkat, med 70 invånare per kvadratkilometer. Närmaste större samhälle är Bālimela, 14,0 km norr om Chitrakonda. I omgivningarna runt Chitrakonda växer huvudsakligen savannskog.